# Frösö köping
Frösö köping var en tidigare kommun i Jämtlands län. Centralorten fanns på ön Frösön som ligger i Storsjön. Kommunkod 1952–1970 var 2360.

## Administrativ historik
Frösö köping bildades den 1 januari 1948 genom en ombildning av den dåvarande Frösö landskommun. Vid ombildningen upplöstes samtidigt det i landskommunen den 11 mars 1898 inrättade municipalsamhället Hornsbergs villastad (namnet förkortades till endast Hornsberg 1935). År 1971 uppgick köpingen i nybildade Östersunds kommun.
Köpingen tillhörde Frösö församling.

## Köpingsvapnet
Blasonering: I blått fält en av vågskuror bildad bjälke av silver, åtföljd ovanför av två sexuddiga stjärnor och nedanför av en avbildning av korset på runstenen på Frösön, allt av guld.
Detta vapen fastställdes för Frösö landskommun av Kungl. Maj:t den 12 september 1945. Vapnet övertogs sedan av Frösö köping efter ombildningen 1948. Se artikeln om Östersunds kommunvapen för mer information.

## Geografi
Frösö köping omfattade den 1 januari 1952 en areal av 122,26 km², varav 84,46 km² land.

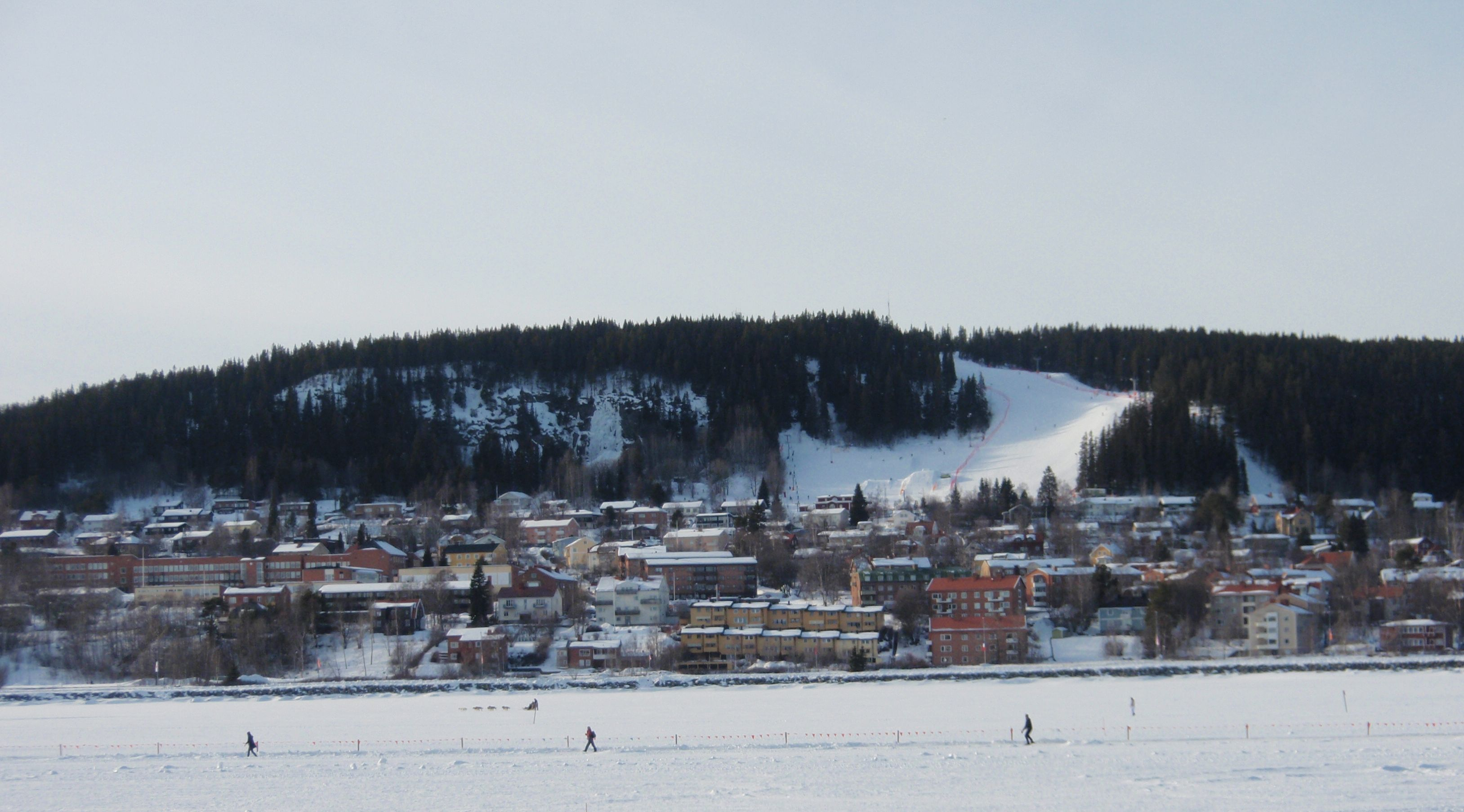
Frösön sett från Östersund.

### Tätorter i köpingen 1960
| Tätort | Folkmängd |
| ------ | --------- |
| Frösön | 7 280     |
| Valla  | 251       |

Tätortsgraden i köpingen var den 1 november 1960 86,3 procent.

## Politik

### Mandatfördelning i valen 1950-1966
| 15 | 2 | 8 | 5 |

| 28 |

| 14 | 2 | 7 | 7 |

| 27 |

| 13 | 3 | 5 | 9 |

| 25 | 5 |

| 14 | 4 | 6 | 6 |

| 28 |

| 12 | 5 | 6 |  | 6 |

| 28 |

### Fotnoter
1. ↑  ”SCB: Folkmängden inom administrativa områden den 31 december 1935”. Arkiverad från originalet den 7 juni 2015. https://web.archive.org/web/20150607150534/http://www.scb.se/Pages/List____322986.aspx. Läst 16 september 2012.
2. ↑  Per Andersson: Sveriges kommunindelning 1863-1993, Draking, Mjölby 1993, ISBN 91-87784-05-X, s. 92-93
3. ↑  ”Svenska Heraldiska Föreningens vapendatabas”. Arkiverad från originalet den 18 oktober 2012. https://web.archive.org/web/20121018011750/http://databas.heraldik.se/index.php. Läst 21 februari 2011.
4. ↑   (PDF) Folkräkningen den 31 december 1950, I, Areal och folkmängd inom särskilda förvaltningsområden m.m., Tätorter. Stockholm: Statistiska centralbyrån. 1952-05-19. sid. 113. Arkiverad från originalet den 1 oktober 2014. https://www.webcitation.org/6T09ZkyrB?url=http://www.scb.se/Grupp/Hitta_statistik/Historisk_statistik/_Dokument/SOS/Folkrakningen_1950_1.pdf. Läst 9 oktober 2014 Arkiverad 29 oktober 2013 hämtat från the Wayback Machine.
5. ↑  SCB Folkräkningen 1960 del 2 Arkiverad 24 september 2015 hämtat från the Wayback Machine. sida 44 i pdf:en